# Mengenillidae
Mengenillidae – grupa bazalnych wachlarzoskrzydłych o niejasnej pozycji systematycznej. Są parazytoidami rybików. U Mengenillidae jako jedyne wachlarzoskrzydłych samice są wolnożyjące. Spotykane w obszarze śródziemnomorskim, Azji i Australii. Należy tu około dwudziestu gatunków. 
Gospodarzy zidentyfikowano u gatunków Eoxenos laboulbenei (Lepisma aurea, L.         wasmanni, L. crassipes), Mengenilla nigritula (Ctenolepisma ciliata) i Mengenilla parvula (Ctenolepisma michaetseni).
Mengenillidae Hofeneder, 1910

Podrodzina Congoxeninae Kinzelbach, 1972

- Congoxenos Kinzelbach, 1972

Podrodzina Iberoxeninae Boliviar,  1926
- Eoxenos Peyerimhoff, 1919

Podrodzina Mengenillinae Hofeneder, 1910
- Mengenilla Hofeneder, 1910
- Yemengenilla Luna de Carvalho, 1992